# Philodendron speciosum
Espèce
Classification phylogénétique
Philodendron speciosum est une espèce de la famille des Araceae.